# Elmore (Minnesota)
Elmore è una città degli Stati Uniti d'America, situata in Minnesota, nella contea di Faribault.